# Asplenium parablastophorum
Asplenium parablastophorum là một loài dương xỉ trong họ Aspleniaceae. Loài này được Braithwaite mô tả khoa học đầu tiên năm 1972.
Danh pháp khoa học của loài này chưa được làm sáng tỏ. 